# 安德烈斯·普列托
安德烈斯·托马斯·普列托·阿尔韦特（西班牙語：Andrés Tomás Prieto Albert，1993年10月17日—）是一名西班牙足球運動員，司職守門員，現時效力格鲁吉亚足球超级联赛球會第比利斯迪纳摩。

## 球會生涯

### 早期
普列托在2008年加入皇家马德里青訓系統。儘管大部份參加的比賽都是青年隊，但在2013年4月13日獲得首次職業上場，在西班牙足球乙级联赛對皇家韋爾瓦換入取代受傷的托馬斯·梅西亞斯。2013年5月，他提拔至在乙二參賽的皇馬C隊，但在2013至2014球季大多是擔任替補。
2014年8月7日，他轉會至同聯賽的皇家西班牙人B隊，成為了球隊首發守門員亦效力了3年。

### 馬拉加
2017年7月4日，普列托轉會至馬拉加並簽約2年。10月21日首次代表新球隊上場參加他首場西班牙足球甲级联赛比賽，球隊最終以2-0不敵巴塞罗那。他在馬拉加首季大多是擔任羅伯托·吉米內茲的替補，而球隊最終亦保級失敗。新球季他降至第三門將後，在2019年1月29日普列托與球會解約離隊。

### 萊加內斯
2019年1月29日，普列托與萊加內斯簽下一約短期合約，然而他在新球隊同樣只是第三門將，效力期間沒有上場，只有兩次未用替補的紀錄。

### 皇家西班牙人
2019年7月19日，他重返皇家西班牙人及簽下為期兩年的合約。他最初是迪亞高·盧比斯的替補門將，但後來奥耶尔·奥拉萨瓦尔的加盟使他趺至第三門將，最終在2020年8月28日與球隊解約。

### 伯明翰
在與皇家西班牙人解約的同一天，他與英冠球會伯明翰簽下一份3年合約，並附有一年延長權，在英格蘭聯賽盃以1-0不敵剑桥联的比賽首次上場。

## 外部連結
- Soccerway資料庫：安德烈斯·普列托